# Immortal (Michael Jackson)
Immortal è un album di remix dell'artista statunitense Michael Jackson pubblicato il 21 novembre 2011 (il 22 novembre in Italia). La compilation è la colonna sonora di Michael Jackson: The Immortal World Tour, spettacolo del Cirque du Soleil, che ha debuttato il 2 ottobre 2011 a Montréal.

## Antefatti e annuncio
Nel luglio 2009 il produttore, Kevin Antunes, ha affermato di avere progetti postumi per Michael Jackson fino al 2017. Per ora ne sono stati pubblicati cinque: This Is It, pubblicato il 27 ottobre 2009, Michael, pubblicato il 10 dicembre 2010, Immortal il 21 novembre 2011, Xscape pubblicato il 9 maggio 2014 e infine Scream pubblicato il 29 settembre 2017.
Sono state inoltre pubblicate le riedizioni degli album Bad, intitolata Bad 25 e pubblicata nel 2012, e quella di Off The Wall, contenente un documentario inedito e pubblicata nel 2016.
Il 3 ottobre 2011, Sony Music Entertainment ha annunciato che oltre 40 brani di Michael Jackson sono stati ridisegnati e ripensati dal produttore Kevin Antunes, che è stato un anno intero a lavorare sulle tracce.

## Pubblicazione
Distribuito dalla Epic in collaborazione con l'Estate di Michael Jackson, Immortal presenta varie versioni alternative, mash-up e remix delle canzoni di Michael Jackson sia della sua carriera solista che con i Jackson 5, tra cui una versione alternativa della canzone dei Jackson 5 "ABC", nonché un coro che Michael aveva fatto preparare per "They Don't Care About Us". Nonostante oltre 60 brani siano stati utilizzati per lo spettacolo, l'uscita del disco è disponibile con un'edizione standard avente 20 tracce o una deluxe con 27 tracce. Tutte le tracce sono "Immortal Version", ovvero realizzate in una versione differente dalle controparti originali, create esclusivamente per l'album. Inoltre su Beat It l'assolo di chitarra di Eddie van Halen non è lo stesso dell'album Thriller, ma uno nuovo.

## Promozione

### Singoli
Il brano che promuove la colonna sonora si chiama Immortal Megamix, una versione remix di quattro dei più grandi successi di Michael Jackson: Can You Feel It, Don't Stop 'Til You Get Enough, Billie Jean e Black or White. Il brano è stato pubblicato il 1º novembre 2011.

## Tracce

### Edizione standard
1. Workin' Day and Night – 3:36
2. The Immortal Intro (featuring The Jackson 5 e Janet Jackson)  – 3:07
3. Childhood – 4:35
4. Wanna Be Startin' Somethin' – 3:07
5. Dancing Machine/Blame It on the Boogie (featuring The Jackson 5) – 4:49
6. This Place Hotel (a.k.a. Heartbreak Hotel) – 2:08
7. Smooth Criminal – 1:59
8. Dangerous – 2:41
9. The Jackson 5 Medley: I Want You Back/ABC/The Love You Save – 3:45
10. Speechless/Human Nature – 3:18
11. Is It Scary/Threatened (featuring Rockwell e 50 Cent) – 5:05
12. Thriller – 3:32
13. You Are Not Alone/I Just Can't Stop Loving You (featuring Siedah Garrett) – 6:07
14. Beat It/State of Shock (featuring Mick Jagger e The Jackson 5) – 3:09
15. Jam – 2:37
16. Planet Earth/Earth Song – 4:03
17. They Don't Care About Us – 3:36
18. I'll Be There – 1:53
19. Immortal Megamix (featuring The Jackson 5) – 9:09
20. Man in the Mirror – 4:17

Durata totale: 76:33

### Edizione Deluxe
CD 1
1. Workin' Day and Night – 3:36
2. The Immortal Intro (featuring The Jackson 5 e Janet Jackson)  – 3:07
3. Childhood – 4:35
4. Wanna Be Startin' Somethin' – 3:08
5. Shake Your Body (Down to the Ground) – 2:27
6. Dancing Machine/Blame It on the Boogie (featuring The Jackson 5) – 4:49
7. Ben – 3:44
8. This Place Hotel – 2:08
9. Smooth Criminal – 1:59
10. Dangerous – 2:41
11. The Mime Segment: (I Like) the Way You Love Me/Speed Demon/Another Part of Me – 2:52
12. The Jackson 5 Medley: I Want You Back/ABC/The Love You Save – 3:45
13. Speechless/Human Nature – 3:20
14. It Is Scary/Threatened (featuring Rockwell e 50 Cent) – 5:03
15. Thriller – 3:37

Durata totale: 50:51
CD 2
1. You Are Not Alone/I Just Can't Stop Loving You (featuring Siedah Garrett) – 6:08
2. Beat It/State of Shock (featuring Mick Jagger e The Jackson 5) – 3:09
3. Jam – 2:37
4. Planet Earth/Earth Song – 4:01
5. Scream/Little Susie (featuring Janet Jackson) – 4:45
6. Gone Too Soon – 3:23
7. They Don't Care About Us – 3:37
8. Will You Be There – 4:56
9. I'll Be There – 1:50
10. Immortal Megamix (featuring The Jackson 5) – 9:08
11. Man in the Mirror – 4:14
12. Remember the Time/Bad – 4:39

Durata totale: 52:27

## Classifica
| Classifica (2011/2012)    | Posizione raggiunta |
| ------------------------- | ------------------- |
| Australia                 | 43                  |
| Austria                   | 29                  |
| Belgio (Fiandre)          | 13                  |
| Belgio (Vallonia)         | 17                  |
| Finlandia                 | 17                  |
| Francia                   | 42                  |
| Germania                  | 23                  |
| Italia                    | 13                  |
| Giappone                  | 9                   |
| Giappone (Internazionale) | 11                  |
| Norvegia                  | 34                  |
| Spagna                    | 16                  |
| Svezia                    | 59                  |
| Svizzera                  | 17                  |
| Nuova Zelanda             | 35                  |
| Regno Unito               | 65                  |
| Stati Uniti               | 24                  |
| Stati Uniti (R&B)         | 5                   |

### Classifiche di fine anno
| Classifica di fine anno (2012) | Posizione |
| ------------------------------ | --------- |
| Stati Uniti                    | 174       |